# John Hindman
John Hindman (* um 1965) ist ein US-amerikanischer Regisseur, Drehbuchautor und Fernsehproduzent.

## Leben und Karriere
John Hindman, Mitte der 1960er Jahre geboren, wuchs als Sohn eines Jazz-Pianisten in der San Francisco Bay Area auf. Angefangen als Stand-up-Comedian ist Hindman seit Mitte der 2000er Jahre im Filmgeschäft in verschiedenen Funktionen tätig. Er begann 2004 als Fernsehproduzent für die TV-Serie 9 on the Town, wo er eine Episode produzierte. 2005 und 2007 folgten weitere Engagements als Produzent für die Fernsehserien Reality Remix und The Search for the Next Elvira.
2009 inszenierte Hindman dann als Regisseur und Drehbuchautor mit Der göttliche Mister Faber, einer romantischen Komödie mit Jeff Daniels und Lauren Graham in den Hauptrollen seinen ersten eigenen Kinofilm. Der Film wurde 2008 als Independentfilm mit kleinem Budget von den Produzenten Jana Edelbaum und Kevin J. Messick finanziell realisiert. 2009 feierte er auf dem Sundance Film Festival seine Premiere, wo John Hindman mit einer Nominierung für den Grand Jury Prize in der Kategorie Dramatic geehrt wurde. Darüber hinaus war der Film 2010 bei der Casting Society of America für den Outstanding Achievement in Casting - Low Budget Feature in der Kategorie Drama/Comedy nominiert.
2013 war Hindman für die Filmemacherin Francesca Gregorini als Script-Berater für deren dramatischen Thriller The Truth About Emanuel in der Besetzung Kaya Scodelario, Jessica Biel und Alfred Molina tätig.

## Auszeichnungen
- 2009: Grand-Jury-Prize-Nominierung beim Sundance Film Festival in der Kategorie Dramatic für Der göttliche Mister Faber

## Filmografie

### Als Regisseur
- 2009: Der göttliche Mister Faber (Arlen Faber)

### Als Drehbuchautor
- 2009: Der göttliche Mister Faber (Arlen Faber)
- 2024: Unaufhaltsam (Unstoppable)

### Als Fernsehproduzent
- 2004: 9 on the Town (Fernsehserie, 1 Episode)
- 2005: Reality Remix (Fernsehserie, 1 Episode)
- 2007: The Search for the Next Elvira (Fernsehserie, 1 Episode)